# Ann Clare Boothe Luce
Ann Clare Boothe Luce (New York, 10. ožujka 1903. – Washington, 9. listopada 1987.), američka književnica, političarka i prva veleposlanica u povijesti Sjedinjenih Država. Veleposlaničku dužnost obnašala je u Italiji i Brazilu. Pisala je drame, filmske scenarije, a bavila se i izvjestiteljstvom i novinarstvom. Bila je poznata po javnim govorima, kritici britanske kolonizacije Indije, protivljenju komunizmu i kritici politike Theodorea Roosevelta. Bila je supruga Henry Lucea.
Kao djevojčica željela je postati glumicom pa je pohađala privatne satove kod Mary Pickford. Glumila je u pojedinim kazališnim produkcijama na Broadwayu. Sudjelovala je u sufražetskom pokretu. Pokazivala je i zanimanje za psihoterapiju i religiologiju, posebice u studentskim danima. Nakon susreta s kardinalom Fultonom Sheenom obratila se na katoličanstvo. Zahvaljujući brojnim esejističkim, novinarskim i scenarističkim prilozima o životu Crkve u Sjedinjenim Državama primljena je u počasno članstvo Malteškog viteškog reda.

## Vanjske poveznice
- Popis televizijskih pojavljivanja na C-SPAN-u